# قرية

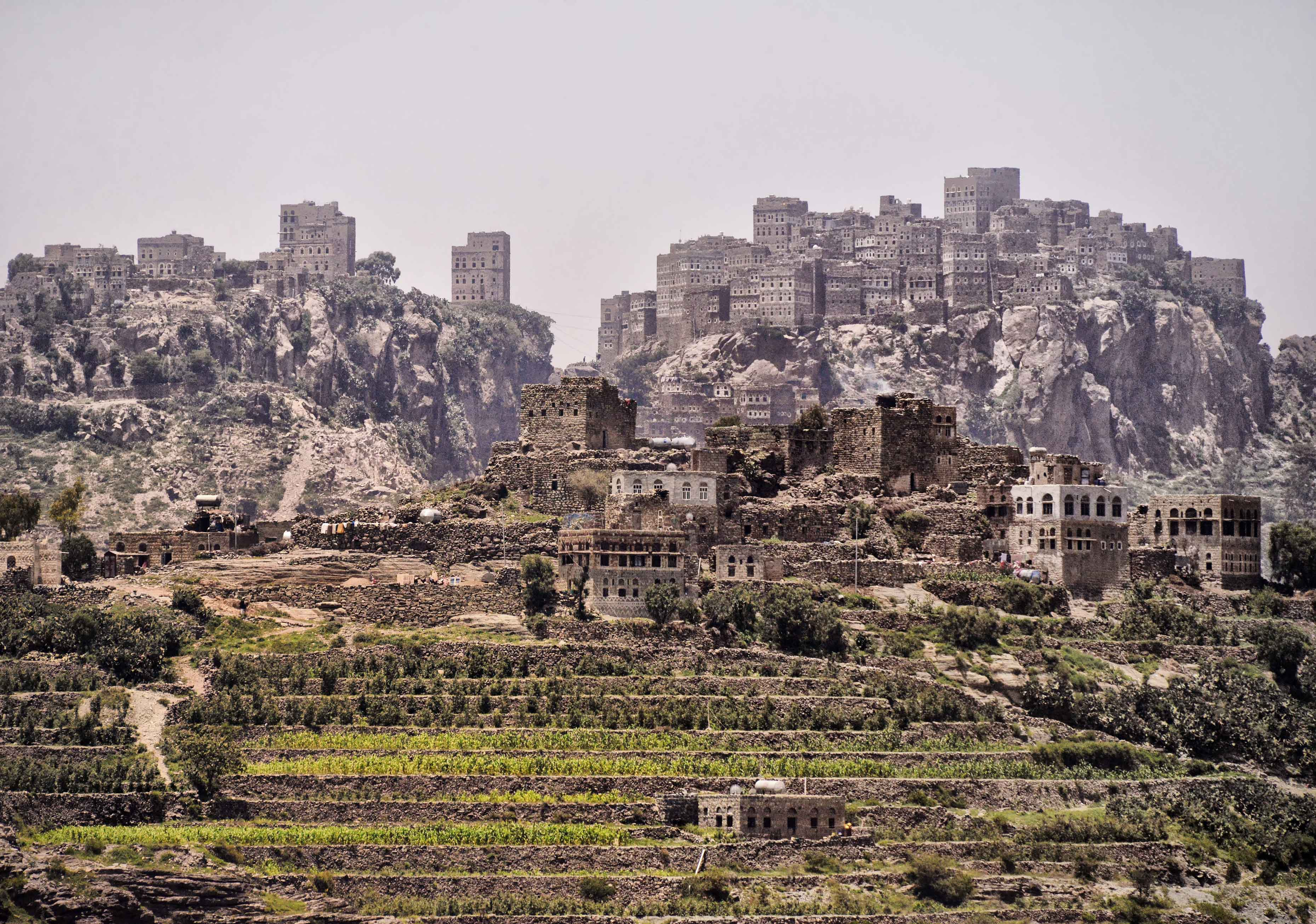
قرية يمنية كبيرة

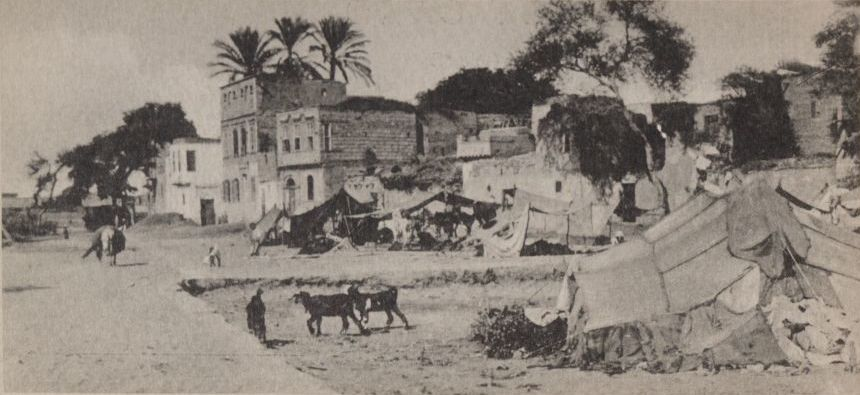
قرية مصرية في مطلع القرن العشرين

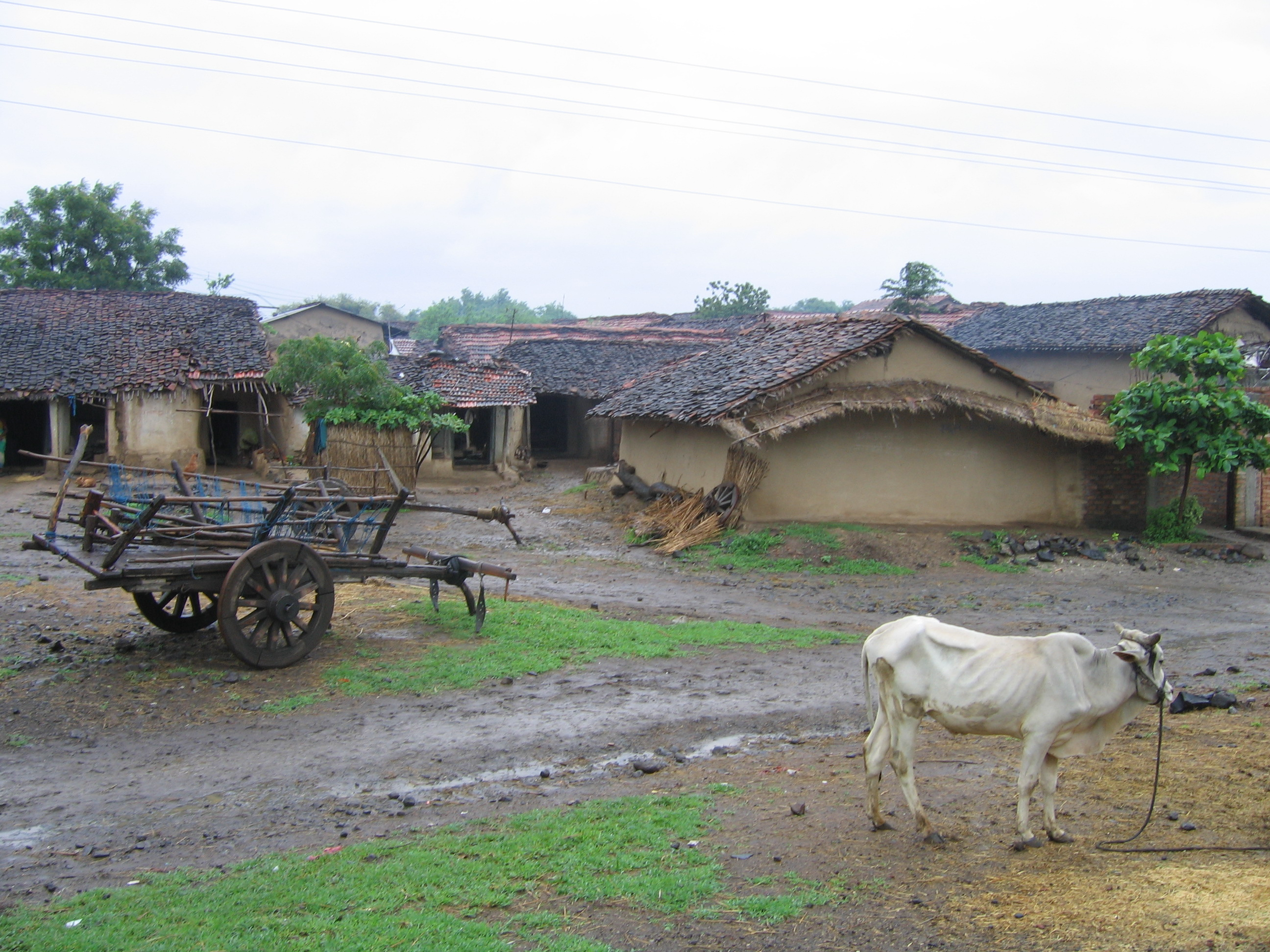
قرية هندية صغيرة

القرية أو ضيعة (الجمع: قُرًى) هي مكان يتجمع فيه مجموعة من الناس ويستقرون فيه، ويكوّنون فيه مجتمعًا خاصًا بهم، وعادة ما يكون عدد سكانه يتراوح ما بين المئة والعشرة آلاف. سكان القرى قد يكونون من قبيلة أو عشيرة أو عائلة واحدة، وقد يكونون من عدة عائلات مختلفة.
وعلى الرغم من أن القرية تقام في الغالب في مناطق ريفية زراعية، تكون أحيانًا في مناطق حضرية ذات جوار ريفي، مثل قرية صايفي في بيروت بلبنان، وقرية هامبستيد في منطقة لندن. كثيرًا ما تضم القرية الواحدة بضع عائلات فقط، كما تتميز بيوتها عادة بالبساطة واعتماد أهلها على المواد البسيطة في البناء، كالطين والخشب، ودائمًا ما يسكن البيت عائلة واحدة، أو تسكن العائلة الواحدة عدة بيوت متقاربة.
تاريخيًا تشكل القرية مجتمعًا زراعيًا صغيرًا، وأحيانًا يمثل الحرفيون فيه جزءًا واضحًا. وحين جاءت الثورة الصناعية نمت العديد من القرى وكُونت فيها المصانع التي اجتذبت المزيد من السكان العاملين، وتحولت القرية إلى بلدة أو مدينة كبيرة. وقد حدث تغير تدريجي في أسلوب الحياة في القرى على مستوى العالم نظرًا لدخول وسائل الاتصال الحديثة والتكنولوجيا إليها، وإن ظلت على حالها الديمغرافي ذي الكثافة السكانية الضئيلة.
على الرغم من تنوع أشكال القرى، معظمها يشترك في صفات محددة منها: صغر الحجم، وقلة عدد السكان، بالإضافة إلى الترابط الاجتماعي الكبير الذي يسود بين أفراد القرية الواحدة خصوصًا إذا ما قورنت بالمدينة والمجتمع المدني، كما أن البيوت في القرى تشيد على مقربة من بعضها البعض، ولعل السبب في ذلك هو حب التقارب والمؤانسة بين أفراد القرية الواحدة، أما الأراضي المحيطة بهذا التجمع من المنازل فإنها تستغل للزراعة.

## أنواع القرى
ومن أهم الأشكال التي تكون عليه القرى:

### القرى المبعثرة
تتألف القرية في هذا النمط من مجموعة من المساكن المتباعدة والتي تنتشر على مساحة واسعة وتخضع جميعا لإدارة واحدة واسم واحد ويوجد هذا النمط في أستراليا ونيوزيلندا ومناطق أخرى من العالم وتوجد في مصر أيضًا في محافظات مصر العليا مثل أسوان وقنا ويعيب هذا النمط العزلة وزيادة حركة السكان وارتفاع تكاليف البنية الأساسية وارتفاع تكاليف الخدمات العامة.

### القرى المتكتلة
وهي نمط آخر يظهر بصورة خاصة في السهول الفيضية ودلتاوات الأنهار ووسط الأراضي الزراعية الخصبة وتمثل نمط سائد في أغلب دول العالم، كما تتميز بكبر مساحتها العمرانية واحجامها السكانية، ويتميز هذا النمط بالاندماج الاجتماعى للسكان، وانخفاض تكاليف البنية الأساسية والخدمات.

## قارة آسيا

### الهند
يقول الماهاتما غاندي: (الروح الهندية الحقيقية توجد في قرى الهند). إن 74% من سكان الهند يعيشون في القرى، ويبلغ عدد القرى الهندية أكثر من ستمائة ألف قرية (638365 قرية) حسب الإحصاءات الهندية لعام 2001، وتختلف هذه القرى في الحجم وفي عدد السكان الذين يقطنونها، ويوجد في القرى الهندية المختلفة معابد تختلف باختلاف الدين السائد في القرية، فقد تكون مسجدًا أو معبدًا بوذيًا أو كنيسة أو غير ذلك.

### الصين
تشكل القرية في الصين وحدة أساسية منظمة لسكانها القرويين، وتبلغ مساحة قراها مجتمعة حوالي مليوني كيلومتر مربع (أكثر من 20% من مساحة الصين الكلية)، أما سكان القرى فيصل عددهم إلى خمسمائة مليون نسمة (إحصاءات عام 2004).

### بلاد الشام
تكثر القرى في بلاد الشام، وتتميز كغيرها من قرى العالم بجمال طبيعتها ونقاء جوها وصفاء هوائها، ومعظم هذه القرى يتميز بالطبيعة الجبلية، وقليل منها يقع في بيئة صحراوية. تشتهر قرى الشام بزراعة الزيتون، لا سيما في المناطق الجبلية كجبال القدس ودمشق وحلب ورام الله والخليل وعجلون وإربد وبيروت وغيرها، ويعتبر زيت الزيتون الشامي من أجود الزيوت الطبيعية وأفيدها على مستوى العالم. وينبغي الذكر أن لكل قرية شامية ما يميزها عن غيرها من القرى، فبعضها يشتهر بزراعة الحمضيات، كالليمون والبرتقال، وبعضها يشتهر بزراعة أنواع معينة من الفواكه، كالتفاح والتين والكرز والتوت والموز وغيرها، كما أن بعض القرى يشتهر بأعمال الحرف اليدوية كالتطريز والنجارة وغيرها.

## إفريقيا
القرى في أفريقيا منتشرة كثيرًا في العديد من البلدان وهي تختلف باختلاف منطقة العيش والظروف المحيطة بها فكما نعرف البيئة في أفريقيا مختلفة
وهناك الكثير من المشاريع والاجتماعات التي ظهرت لتطوير القرية الأفريقية ومنها مشروع قرى الألفية الذي يهدف إلى إنشاء القرى النموذجية وتم إنشاء 11 قرية نموذجية من قرى الألفية في عدد من البلدان وحققت نجاحات منذ عام 2006 إلى 2009 في مختلف المجالات بما فيها انخفاض معدلات الإصابة بالملاريا بنسبة 72% وتضاعف عدد الأسر التي تستطيع الحصول على المياه النظيفة، وارتفاع معدلات إنتاج الذرة في ستة قرى كما انخفاض معدلات سوء التغذية بنحو الثلث في الأطفال دون العامين وارتفاع عدد الأطفال الذين يحصلون على وجبات مدرسية إلى 75%.

## قارة أوروبا
اعتبرت المستوطنات العمرانية التي كثافة السكان بها عشرة أفراد فأكثر لكل فدان من الأرض مستوطنة عمرانية حضرية والذي تقل فيه الكثافة السكانية عن ذلك تجمعاً عمرانياً ريفياً

## الأمريكيتين
تعتبر المستوطنات العمرانية التي عدد سكانها 2500 نسمة فأكثر تجمعات عمرانية حضرية أما التجمعات الريفية فهي دون ذلك مع وضع شروط متميزة لهذه التجمعات العمرانية الريفية